# Camponeschi
(Berardo Candida Gonzaga, Memorie delle famiglie nobili delle province meridionali d'Italia, vol. 5, Bologna, Arnaldo Forni Editore, 1875, p. 53)
I Camponeschi (anche Camponesca o Camponesco, anticamente Camponisci e talvolta menzionati con il patronimico Dell'Arciprete) furono una famiglia nobile italiana, protagonista della storia dell'Aquila nel Medioevo.
Tradizionalmente di parte angioina, conquistarono il predominio tra le famiglie aquilane con Lalle I Camponeschi nel 1345, governando poi la città fino alla fine del XV secolo, similmente a quanto avvenne con i Medici a Firenze, gli Scaligeri a Verona e gli Sforza a Milano, venendo stimata, rispettata e temuta dalle altre casate del Regno di Napoli e dagli stessi sovrani napoletani e spagnoli. Ressero inoltre numerose terre, tra cui la contea di Montorio, fino all'estinzione del ramo di Pietro Lalle Camponeschi nel XVI secolo; la primogenita di quest'ultimo, Vittoria, si legò in seconde nozze ai Carafa ed ebbe come figlio Gian Pietro Carafa, futuro papa Paolo IV, cui trasmise per discendenza la contea e i territori annessi. Rimase il ramo originatosi da Marino, che si estinse nel XVII secolo confluendo nelle famiglie Alfieri e Pica; Lucrezia Camponeschi ne fu l'ultima discendente.

## Storia

### Origini

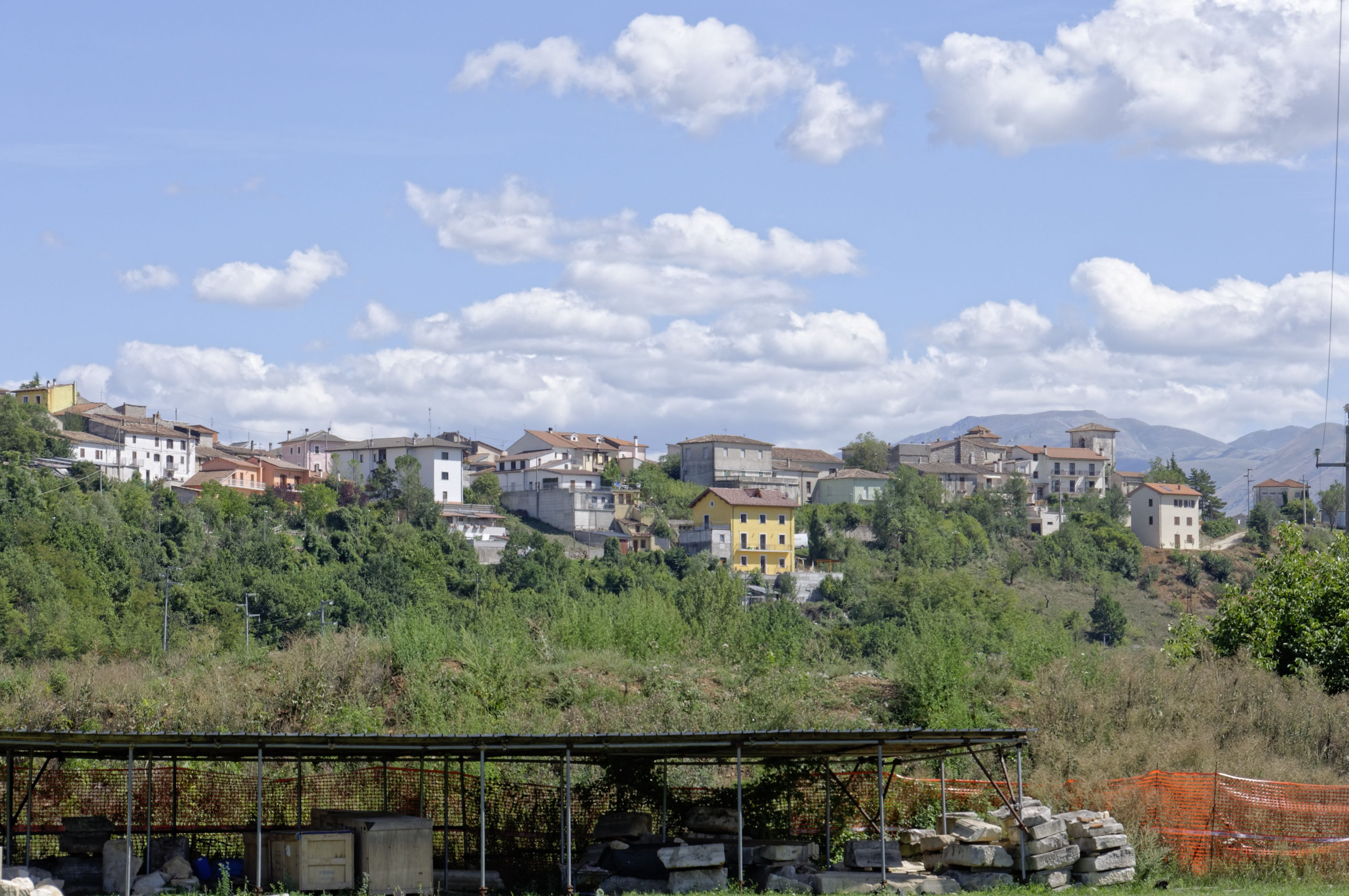
San Vittorino, anticamente denominato Amiterno, dove ebbe origine la famiglia Camponeschi

La famiglia si ritiene derivi dai Conti dei Marsi, i cui primi membri dimoravano nelle terre camponesche possedute in feudo, un vasto territorio che si estendeva tra Accumoli, Amatrice e Cittareale, citato nel Catalogus baronum già nel XII secolo. Sebbene la genealogia documentata faccia capo a Matteo, attestato nel 1283, i cui figli Lalle, Matteo e Giovanni (Gianni) furono ricchi feudatari, la casata trasse il nome dal capostipite Camponesco vissuto nel 1146. Questi, come chiarì lo storico Claudio Crispomonti, edificò il castello Camponesco (trattavasi di Villa Camponeschi, contemporanea frazione del comune di Posta), conferendogli il proprio nome ed estendendolo ai territori limitrofi, oltre che agli stessi abitanti, popolarmente denominati camponisci. Prima ancora, la linea ancestrale del casato era radicata nell'antica Amiterno (San Vittorino), dove anni innanzi, verso la fine del XIII secolo, è documentata la presenza di uno dei suoi più noti esponenti, ossia Rinaldo, arciprete della chiesa locale, figlio di Todino, da cui derivò il patronimico Dell'Arciprete con il quale sono indicati i Camponeschi in quel periodo.

### Dominio sull'Aquila con Lalle I e Lalle II

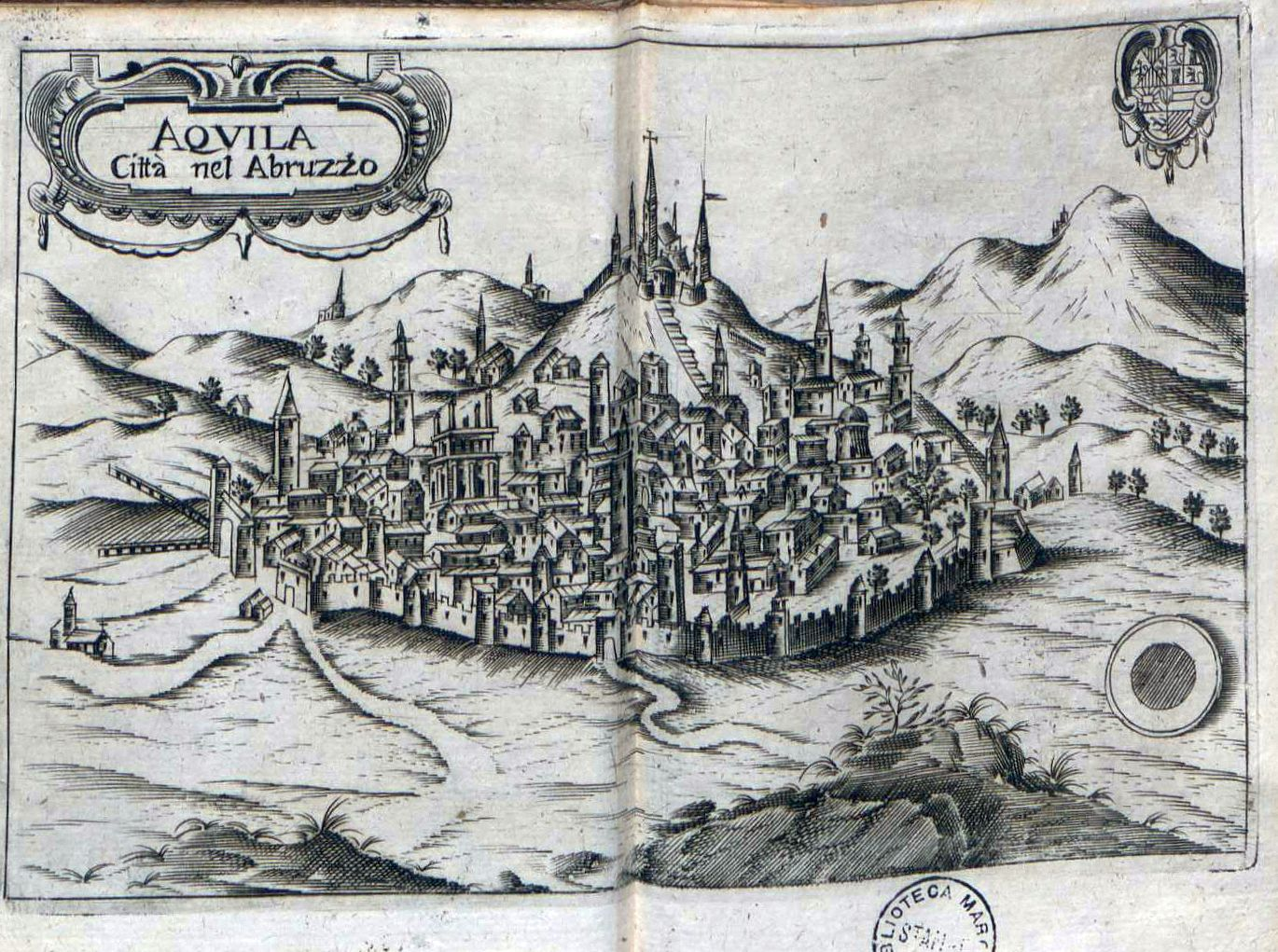
Antico disegno della città dell'Aquila

In seguito alla fondazione dell'Aquila, i Camponeschi si affermarono come famiglia espressione del ceto mercantile e borghese della città, in antagonismo ai Pretatti, sostenitori del feudalesimo; in questa sanguinosa guerra tra fazioni, si distinse Lalle I Camponeschi, figlio di Giovanni (Gianni), che riuscì ad avere la meglio sia sui Pretatti che sul rivale Bonagiunta di Bonagiunta di Poppleto, conquistando di fatto, nel 1345, il predominio cittadino. Da quel momento, e per circa un secolo e mezzo, i Camponeschi governarono la città, esplicitando un'autorità simile a quella di cui godevano i Medici a Firenze, gli Scaligeri a Verona e gli Sforza a Milano, venendo stimata, rispettata e temuta dalle altre casate del Regno di Napoli e dagli stessi sovrani napoletani e spagnoli.
Forte del titolo di camerlengo, Lalle I godette dell'appoggio dapprima di Luigi I d'Ungheria e poi della regina Giovanna I d'Angiò, desiderosi di assicurarsi la fedeltà degli aquilani nella persona del suo massimo esponente: ottenne quindi la carica di gran connestabile del Regno di Napoli e fu insignito del titolo di conte di Evoli, di Sant'Agata, di Monteodorisio e, sin dal 1348, di Montorio – appellativo che da lì contraddistinse l'intera famiglia – oltre che dotato di numerosi altri beni, tra cui Atessa, Città Sant'Angelo e altre numerose terre tolte a Carlo d'Artus. Nel 1354 fu assassinato a Bazzano da Filippo di Taranto.
Il figlio di Lalle I, omonimo e conosciuto come Lalle II, continuò a dominare la città quale esponente dei Camponeschi; per assicurarsi la sua fedeltà, la regina gli confermò i titoli del padre compreso quello di gran connestabile, sebbene Lalle II si schierò dalla parte di Carlo III d'Angiò-Durazzo durante la crisi dovuta allo scisma d'Occidente, salvo poi tornare sui suoi passi al termine del conflitto, appoggiando Luigi II d'Angiò-Valois.

### Giampaolo, Antonuccio, Luigi I e Luigi II

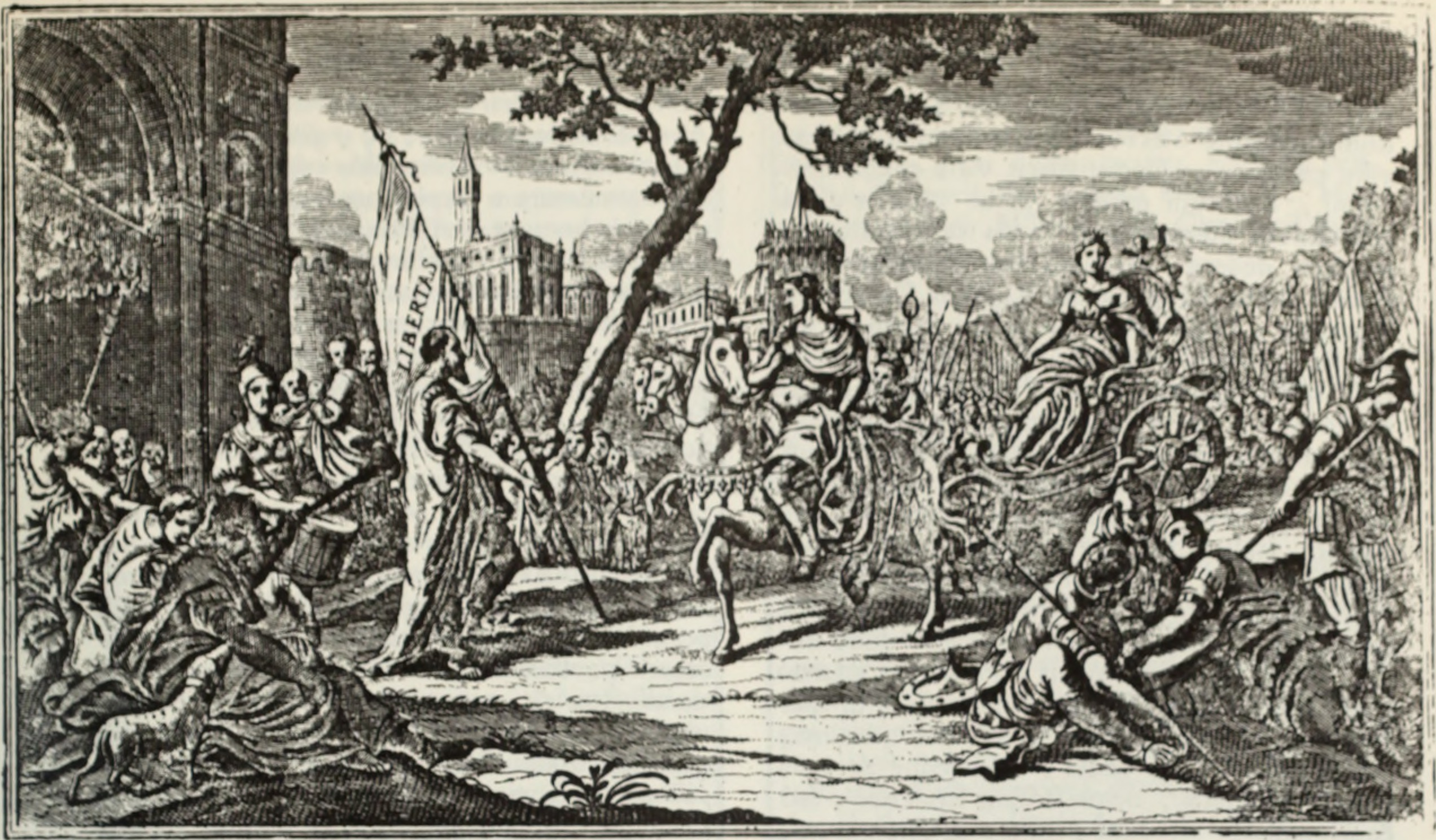
Antonuccio Camponeschi accoglie in città la regina di Napoli Giovanna II d'Angiò-Durazzo dopo la fine della guerra dell'Aquila nel 1424

La città, schieratasi largamente con i Durazzo, insorse contro Lalle II e, alla morte di quest'ultimo il 21 giugno 1383, si rivoltò ferocemente contro la moglie Elisabetta Acquaviva e gli otto figli. Ne fece le spese Marino, mentre il primogenito, Giampaolo (che aveva ereditato il titolo di conte di Montorio), si salvò a stento. Desideroso di conquistare L'Aquila, Ladislao d'Angiò-Durazzo, erede dei Durazzo, adescò dunque un altro figlio di Lalle II, il capitano di ventura Antonuccio che combatté per lui in Ungheria; alla morte di Ladislao, nel 1414, fu esiliato dalla città per mano di Giovanna II d'Angiò-Durazzo potendovi fare ritorno solamente nel 1422. Due anni dopo difese vittoriosamente la città dall'assedio di Braccio da Montone nell'ambito della guerra dell'Aquila.
Alla morte di Antonuccio, il titolo di conte di Montorio passò ad un'altra personalità illustre del casato, Luigi (o Ludovico) I, detto il Conte grasso per la sua corporatura; questi prese in sposa Angelella Marzano – sorella di Giovanni Antonio, duca di Sessa, e di Maria, prima promessa sposa di Luigi II d'Angiò-Valois e poi moglie di Nicolò da Celano – , accrescendo così il prestigio familiare. Al 1442 risale un editto di Alfonso V d'Aragona in cui conferma la contea di Montorio a Luigi II Camponeschi, figlio maggiore di Battista, fratello di Luigi I; alla morte di Luigi II, nel 1457, la contea passa a Pietro Lalle Camponeschi, suo figlio.

### Ultimi avvenimenti con Pietro Lalle ed estinzione della casata

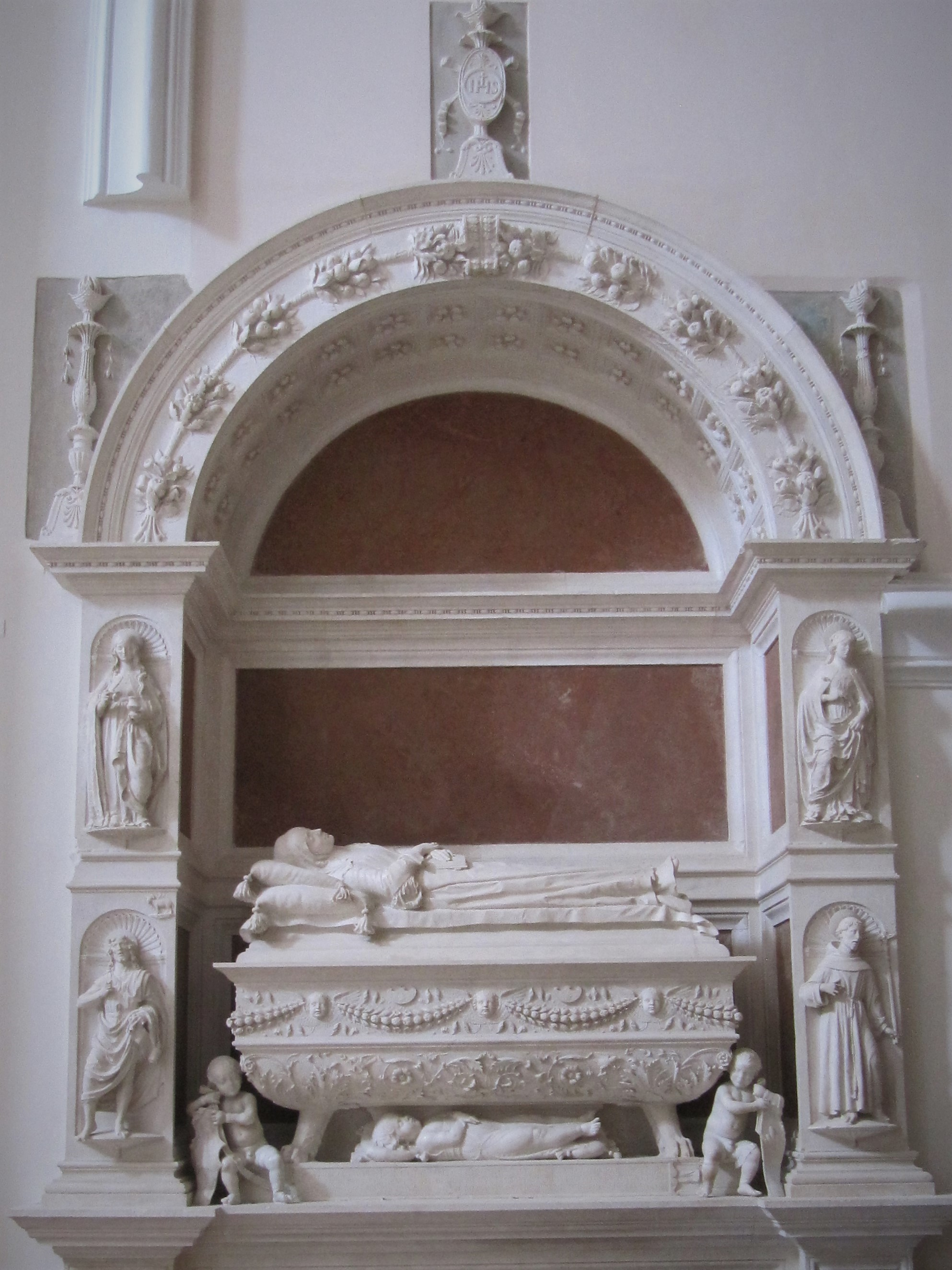
Silvestro dell'Aquila, Mausoleo di Maria Pereira Noroña e Beatrice Camponeschi, Basilica di San Bernardino, L'Aquila, 1488

Pietro Lalle, continuando nel solco della tradizione angioina della famiglia, portò L'Aquila a prendere parte attiva nella congiura dei baroni ribellandosi a re Ferrante d'Aragona. Fu tuttavia sconfitto e perse tutte le sue terre; in seguito alla sua carcerazione, il controllo della città passò ai Gaglioffi che nel 1485, nel tentativo di liberarsi dal giogo aragonese, misero in atto un tentativo di secessione e dichiararono la città sotto la protezione di papa Innocenzo VIII; allorché il Ferrante liberò Pietro Lalle e, approfittando di una temporanea pace tra gli schieramenti, placò la rivolta, salvo poi perpetuare, tra il 1492 e il 1493, una dura e sanguinosa rappresaglia che colpì duramente le casate ribelli.
Sposato con Maria Pereira Noroña, discendente diretta di Enrico II di Castiglia, Pietro Lalle ebbe solo figlie femmine, delle quali Beatrice morì prematuramente a soli quindici mesi; ad essa e alla madre è dedicato il mausoleo situato nella basilica di San Bernardino, realizzato dallo scultore Silvestro dell'Aquila. La prima figlia di questi, Vittoria, si legò in seconde nozze ai Carafa ed ebbe come figlio Gian Pietro Carafa, futuro papa Paolo IV, cui trasmise per discendenza la contea e i territori annessi; con lei quindi si estinse nel XVI secolo il ramo dei conti di Montorio. La casata continuò a vivere con il ramo originatosi da Marino, che si estinse nel XVII secolo confluendo nelle famiglie Alfieri e Pica; Lucrezia Camponeschi ne costituì l'ultima discendente.
Ciononostante, il cognome Camponeschi continuò a comparire altrove, come a Giulianova e Teramo, ma si trattava di discendenti di famigli che avevano prestato servizio presso la casata, ai quali per riconoscenza era stato concesso l'uso di tale appellativo.

## Albero genealogico
Di seguito è riportato l'albero genealogico della famiglia a partire da Matteo Camponeschi, attestato nel 1283:
|                       |                                                                    |                                                                    |                                         |                                                      |                                                      |                                                               |                                                               |                                                               |                                                  |                                                  |                                                        |                                                             |                                                             |                                                                       |                                                                       |                                                          |                                        |   |                           |                                                                    |                                                                    |                                       |                               |                         |                                          |                                          |                       |                                            |                                            |                                            |                                            |                                    |                                            |                                            |                                           |                                             |                                             |                 |                 |                                 |                                              |                                              |                                |                                                |                                                |           |
|                       |                                                                    |                                                                    |                                         |                                                      |                                                      |                                                               |                                                               |                                                               |                                                  | Matteo fl. 1283                                  |                                                        |                                                             |                                                             |                                                                       |                                                                       |                                                          |                                        |   |                           |                                                                    |                                                                    |                                       |                               |                         |                                          |                                          |                       |                                            |                                            |                                            |                                            |                                    |                                            |                                            |                                           |                                             |                                             |                 |                 |                                 |                                              |                                              |                                |                                                |                                                |           |
|                       |                                                                    |                                                                    |                                         |                                                      |                                                      |                                                               |                                                               |                                                               |                                                  |                                                  |                                                        |                                                             |                                                             |                                                                       |                                                                       |                                                          |                                        |   |                           |                                                                    |                                                                    |                                       |                               |                         |                                          |                                          |                       |                                            |                                            |                                            |                                            |                                    |                                            |                                            |                                           |                                             |                                             |                 |                 |                                 |                                              |                                              |                                |                                                |                                                |           |
|                       |                                                                    |                                                                    |                                         |                                                      |                                                      |                                                               |                                                               |                                                               |                                                  |                                                  |                                                        |                                                             |                                                             |                                                                       |                                                                       |                                                          |                                        |   |                           |                                                                    |                                                                    |                                       |                               |                         |                                          |                                          |                       |                                            |                                            |                                            |                                            |                                    |                                            |                                            |                                           |                                             |                                             |                 |                 |                                 |                                              |                                              |                                |                                                |                                                |           |
| Lalle                 | Lalle                                                              | Matteo fl. 1313                                                    | Matteo fl. 1313                         |                                                      |                                                      |                                                               |                                                               |                                                               |                                                  |                                                  |                                                        |                                                             |                                                             |                                                                       |                                                                       |                                                          |                                        |   |                           |                                                                    | Giovanni (Gianni) fl. 1318                                         | Giovanni (Gianni) fl. 1318            |                               |                         |                                          |                                          |                       |                                            |                                            |                                            |                                            |                                    |                                            |                                            |                                           |                                             |                                             |                 |                 |                                 |                                              |                                              |                                |                                                |                                                |           |
|                       |                                                                    |                                                                    |                                         |                                                      |                                                      |                                                               |                                                               |                                                               |                                                  |                                                  |                                                        |                                                             |                                                             |                                                                       |                                                                       |                                                          |                                        |   |                           |                                                                    |                                                                    |                                       |                               |                         |                                          |                                          |                       |                                            |                                            |                                            |                                            |                                    |                                            |                                            |                                           |                                             |                                             |                 |                 |                                 |                                              |                                              |                                |                                                |                                                |           |
|                       |                                                                    |                                                                    |                                         |                                                      |                                                      |                                                               |                                                               |                                                               |                                                  |                                                  |                                                        |                                                             |                                                             |                                                                       |                                                                       |                                                          |                                        |   |                           |                                                                    |                                                                    |                                       |                               |                         |                                          |                                          |                       |                                            |                                            |                                            |                                            |                                    |                                            |                                            |                                           |                                             |                                             |                 |                 |                                 |                                              |                                              |                                |                                                |                                                |           |
| Odoardo fl. 1337      | Odoardo fl. 1337                                                   | Matteo (Matteuccio) fl. 1336                                       | Matteo (Matteuccio) fl. 1336            | Mattia fl. 1329 sp. Margherita ?                     | Mattia fl. 1329 sp. Margherita ?                     |                                                               |                                                               |                                                               |                                                  |                                                  |                                                        |                                                             |                                                             |                                                                       |                                                                       |                                                          |                                        |   |                           | Lalle I ...-1354 sp. (1) ? Bonagiunta di Poppleto (2) Diana Barile | Lalle I ...-1354 sp. (1) ? Bonagiunta di Poppleto (2) Diana Barile | Giovanni (Giannotto) fl. 1348         | Giovanni (Giannotto) fl. 1348 |                         |                                          |                                          |                       |                                            |                                            |                                            |                                            |                                    |                                            |                                            |                                           |                                             |                                             |                 |                 |                                 |                                              |                                              |                                |                                                |                                                |           |
|                       |                                                                    |                                                                    |                                         |                                                      |                                                      |                                                               |                                                               |                                                               |                                                  |                                                  |                                                        |                                                             |                                                             |                                                                       |                                                                       |                                                          |                                        |   |                           |                                                                    |                                                                    |                                       |                               |                         |                                          |                                          |                       |                                            |                                            |                                            |                                            |                                    |                                            |                                            |                                           |                                             |                                             |                 |                 |                                 |                                              |                                              |                                |                                                |                                                |           |
|                       |                                                                    |                                                                    |                                         |                                                      |                                                      |                                                               |                                                               |                                                               |                                                  |                                                  |                                                        |                                                             |                                                             |                                                                       |                                                                       |                                                          |                                        |   |                           |                                                                    |                                                                    |                                       |                               |                         |                                          |                                          |                       |                                            |                                            |                                            |                                            |                                    |                                            |                                            |                                           |                                             |                                             |                 |                 |                                 |                                              |                                              |                                |                                                |                                                |           |
|                       | Buccione ...-ante 1411 sp. Ceccarella/Cecca Bonagiunta di Poppleto | Buccione ...-ante 1411 sp. Ceccarella/Cecca Bonagiunta di Poppleto |                                         |                                                      |                                                      | Giovan Anton Francesco (Francesco/Cecco) l'Arciprete fl. 1376 | Giovan Anton Francesco (Francesco/Cecco) l'Arciprete fl. 1376 | Francesca sp. Nicola di Paganica                              | Francesca sp. Nicola di Paganica                 | Enrico (Arrigo) fl. 1348                         | Enrico (Arrigo) fl. 1348                               |                                                             |                                                             |                                                                       |                                                                       |                                                          |                                        |   |                           |                                                                    |                                                                    |                                       |                               |                         |                                          |                                          |                       | Lalle II ...-1383 sp. Elisabetta Acquaviva | Lalle II ...-1383 sp. Elisabetta Acquaviva | Pietruccio fl. 1423                        | Pietruccio fl. 1423                        |                                    |                                            |                                            |                                           |                                             |                                             |                 |                 |                                 |                                              |                                              |                                |                                                |                                                |           |
|                       |                                                                    |                                                                    |                                         |                                                      |                                                      |                                                               |                                                               |                                                               |                                                  |                                                  |                                                        |                                                             |                                                             |                                                                       |                                                                       |                                                          |                                        |   |                           |                                                                    |                                                                    |                                       |                               |                         |                                          |                                          |                       |                                            |                                            |                                            |                                            |                                    |                                            |                                            |                                           |                                             |                                             |                 |                 |                                 |                                              |                                              |                                |                                                |                                                |           |
|                       |                                                                    |                                                                    |                                         |                                                      |                                                      |                                                               |                                                               |                                                               |                                                  |                                                  |                                                        |                                                             |                                                             |                                                                       |                                                                       |                                                          |                                        |   |                           |                                                                    |                                                                    |                                       |                               |                         |                                          |                                          |                       |                                            |                                            |                                            |                                            |                                    |                                            |                                            |                                           |                                             |                                             |                 |                 |                                 |                                              |                                              |                                |                                                |                                                |           |
| Giambattista fl. 1361 | Giambattista fl. 1361                                              | Maruccia ...-1417 sp. Niccolò Gaglioffi                            | Maruccia ...-1417 sp. Niccolò Gaglioffi | Antonio dell'Arciprete fl. 1366 sp. Isabella Savelli | Antonio dell'Arciprete fl. 1366 sp. Isabella Savelli | Nella fl. 1357 sp. Giacomo Gaglioffi                          | Nella fl. 1357 sp. Giacomo Gaglioffi                          | Nicola fl. 1366 sp. Angeluccia ?                              | Nicola fl. 1366 sp. Angeluccia ?                 | Melchiorre                                       | Melchiorre                                             | Giampaolo fl. 1419 sp. (1) Masella di Rillana (2) ? Colonna | Giampaolo fl. 1419 sp. (1) Masella di Rillana (2) ? Colonna | Luigi I (Ludovico I) (il Conte grasso) fl. 1430 sp. Angelella Marzano | Luigi I (Ludovico I) (il Conte grasso) fl. 1430 sp. Angelella Marzano | Battista ...-1417 sp. Chiara Gaglioffi                   | Battista ...-1417 sp. Chiara Gaglioffi |   |                           |                                                                    |                                                                    |                                       |                               |                         | Pirro fl. 1418 sp. Margherita ?          | Pirro fl. 1418 sp. Margherita ?          |                       |                                            |                                            |                                            |                                            |                                    |                                            |                                            |                                           |                                             |                                             | Marino ...-1391 | Marino ...-1391 | Odoardo fl. 1401                | Odoardo fl. 1401                             | Urbano fl. 1401                              | Urbano fl. 1401                | Antonuccio 1370-1452 sp. Giovannella Pappacoda | Antonuccio 1370-1452 sp. Giovannella Pappacoda |           |
|                       |                                                                    |                                                                    |                                         |                                                      |                                                      |                                                               |                                                               |                                                               |                                                  |                                                  |                                                        |                                                             |                                                             |                                                                       |                                                                       |                                                          |                                        |   |                           |                                                                    |                                                                    |                                       |                               |                         |                                          |                                          |                       |                                            |                                            |                                            |                                            |                                    |                                            |                                            |                                           |                                             |                                             |                 |                 |                                 |                                              |                                              |                                |                                                |                                                |           |
|                       |                                                                    |                                                                    |                                         |                                                      |                                                      |                                                               |                                                               |                                                               |                                                  |                                                  |                                                        |                                                             |                                                             |                                                                       |                                                                       |                                                          |                                        |   |                           |                                                                    |                                                                    |                                       |                               |                         |                                          |                                          |                       |                                            |                                            |                                            |                                            |                                    |                                            |                                            |                                           |                                             |                                             |                 |                 |                                 |                                              |                                              |                                |                                                |                                                |           |
|                       |                                                                    |                                                                    |                                         |                                                      |                                                      |                                                               |                                                               |                                                               |                                                  |                                                  | Luigi II (Ludovico II) ...-1457 sp. Beatrice Gaglioffi | Luigi II (Ludovico II) ...-1457 sp. Beatrice Gaglioffi      | Giambattista fl. 1442                                       | Giambattista fl. 1442                                                 | Pietro Lalle ...-1469 sp. Elisabetta/Cassandra Acquaviva              | Pietro Lalle ...-1469 sp. Elisabetta/Cassandra Acquaviva | ?                                      | ? | Elena sp. Ludovico Rivera | Elena sp. Ludovico Rivera                                          | Odoardo fl. 1442 sp. Camilla Cantelmo                              | Odoardo fl. 1442 sp. Camilla Cantelmo | Pietro Lalle fl. 1444         | Pietro Lalle fl. 1444   | Giorgio ...-1444                         | Giorgio ...-1444                         | Giambattista fl. 1444 | Giambattista fl. 1444                      |                                            |                                            | Antonuccio ...-1444                        | Antonuccio ...-1444                |                                            |                                            |                                           | Margherita sp. Bartolomeo Domenico Riccardi | Margherita sp. Bartolomeo Domenico Riccardi |                 |                 |                                 | Melchiorre fl. 1422 sp. (1) ? (2) Caterina ? | Melchiorre fl. 1422 sp. (1) ? (2) Caterina ? | Odoardo fl. 1422               | Odoardo fl. 1422                               | Petruccio                                      | Petruccio |
|                       |                                                                    |                                                                    |                                         |                                                      |                                                      |                                                               |                                                               |                                                               |                                                  |                                                  |                                                        |                                                             |                                                             |                                                                       |                                                                       |                                                          |                                        |   |                           |                                                                    |                                                                    |                                       |                               |                         |                                          |                                          |                       |                                            |                                            |                                            |                                            |                                    |                                            |                                            |                                           |                                             |                                             |                 |                 |                                 |                                              |                                              |                                |                                                |                                                |           |
|                       |                                                                    |                                                                    |                                         |                                                      |                                                      |                                                               |                                                               |                                                               |                                                  |                                                  |                                                        |                                                             |                                                             |                                                                       |                                                                       |                                                          |                                        |   |                           |                                                                    |                                                                    |                                       |                               |                         |                                          |                                          |                       |                                            |                                            |                                            |                                            |                                    |                                            |                                            |                                           |                                             |                                             |                 |                 |                                 |                                              |                                              |                                |                                                |                                                |           |
|                       |                                                                    |                                                                    |                                         |                                                      |                                                      |                                                               |                                                               |                                                               |                                                  |                                                  | Pietro Lalle ...-1490 sp. Maria Pereira Noroña         | Pietro Lalle ...-1490 sp. Maria Pereira Noroña              |                                                             |                                                                       |                                                                       |                                                          |                                        |   |                           |                                                                    | ? fl. 1487                                                         | ? fl. 1487                            |                               |                         | Pirro ...-1478 sp. Elisabetta di Basilio | Pirro ...-1478 sp. Elisabetta di Basilio |                       |                                            |                                            |                                            | Ercole fl. 1467 sp. Taddea Tacconi         | Ercole fl. 1467 sp. Taddea Tacconi |                                            |                                            |                                           |                                             |                                             |                 |                 | Antonio fl. 1468 Pasqua di Pile | Antonio fl. 1468 Pasqua di Pile              | Caterina fl. 1459                            | Caterina fl. 1459              |                                                |                                                |           |
|                       |                                                                    |                                                                    |                                         |                                                      |                                                      |                                                               |                                                               |                                                               |                                                  |                                                  |                                                        |                                                             |                                                             |                                                                       |                                                                       |                                                          |                                        |   |                           |                                                                    |                                                                    |                                       |                               |                         |                                          |                                          |                       |                                            |                                            |                                            |                                            |                                    |                                            |                                            |                                           |                                             |                                             |                 |                 |                                 |                                              |                                              |                                |                                                |                                                |           |
|                       |                                                                    |                                                                    |                                         |                                                      |                                                      |                                                               |                                                               |                                                               |                                                  |                                                  |                                                        |                                                             |                                                             |                                                                       |                                                                       |                                                          |                                        |   |                           |                                                                    |                                                                    |                                       |                               |                         |                                          |                                          |                       |                                            |                                            |                                            |                                            |                                    |                                            |                                            |                                           |                                             |                                             |                 |                 |                                 |                                              |                                              |                                |                                                |                                                |           |
|                       |                                                                    |                                                                    |                                         |                                                      |                                                      |                                                               | Vittoria sp. (1) Ludovico Franchi (2) Giovanni Antonio Carafa | Vittoria sp. (1) Ludovico Franchi (2) Giovanni Antonio Carafa | Diana/Giovannella ...-1482 sp. Restaino Cantelmo | Diana/Giovannella ...-1482 sp. Restaino Cantelmo | Chiara sp. Restaino Caldora                            | Chiara sp. Restaino Caldora                                 | Ginevra sp. Luigi di Capua                                  | Ginevra sp. Luigi di Capua                                            | Beatrice                                                              | Beatrice                                                 |                                        |   |                           |                                                                    |                                                                    |                                       |                               | Giovan Giorgio fl. 1487 | Giovan Giorgio fl. 1487                  | Margherita fl. 1491                      | Margherita fl. 1491   | Ettore                                     | Ettore                                     |                                            |                                            |                                    |                                            | Antonuccio ...-ante 1487 sp. ? di Rascino  | Antonuccio ...-ante 1487 sp. ? di Rascino | Giacomo Antonio                             | Giacomo Antonio                             | Pietro Martire  | Pietro Martire  | Francesco Bernardino            | Francesco Bernardino                         | Bernardina sp. Artus di Sangro               | Bernardina sp. Artus di Sangro | Masciarella                                    | Masciarella                                    |           |
|                       |                                                                    |                                                                    |                                         |                                                      |                                                      |                                                               |                                                               |                                                               |                                                  |                                                  |                                                        |                                                             |                                                             |                                                                       |                                                                       |                                                          |                                        |   |                           |                                                                    |                                                                    |                                       |                               |                         |                                          |                                          |                       |                                            |                                            |                                            |                                            |                                    |                                            |                                            |                                           |                                             |                                             |                 |                 |                                 |                                              |                                              |                                |                                                |                                                |           |
|                       |                                                                    |                                                                    |                                         |                                                      |                                                      |                                                               |                                                               |                                                               |                                                  |                                                  |                                                        |                                                             |                                                             |                                                                       |                                                                       |                                                          |                                        |   |                           |                                                                    |                                                                    |                                       |                               |                         |                                          |                                          |                       |                                            |                                            |                                            |                                            |                                    |                                            |                                            |                                           |                                             |                                             |                 |                 |                                 |                                              |                                              |                                |                                                |                                                |           |
|                       |                                                                    |                                                                    |                                         |                                                      |                                                      |                                                               |                                                               |                                                               |                                                  |                                                  |                                                        |                                                             |                                                             |                                                                       |                                                                       |                                                          |                                        |   |                           |                                                                    |                                                                    |                                       |                               |                         |                                          | Riccardo ...-1486                        | Riccardo ...-1486     | Odoardo ...-1486                           | Odoardo ...-1486                           | Giacoma fl. 1468 sp. Ottaviano Castiglione | Giacoma fl. 1468 sp. Ottaviano Castiglione | Pietro Lalle 1477 ca.-1502         | Pietro Lalle 1477 ca.-1502                 | Ettore 1479 ca.-... Cassandra Pasquali     | Ettore 1479 ca.-... Cassandra Pasquali    | Maria fl. 1494 sp. Giambattista Rosa        | Maria fl. 1494 sp. Giambattista Rosa        |                 |                 |                                 |                                              |                                              |                                |                                                |                                                |           |
|                       |                                                                    |                                                                    |                                         |                                                      |                                                      |                                                               |                                                               |                                                               |                                                  |                                                  |                                                        |                                                             |                                                             |                                                                       |                                                                       |                                                          |                                        |   |                           |                                                                    |                                                                    |                                       |                               |                         |                                          |                                          |                       |                                            |                                            |                                            |                                            |                                    |                                            |                                            |                                           |                                             |                                             |                 |                 |                                 |                                              |                                              |                                |                                                |                                                |           |
|                       |                                                                    |                                                                    |                                         |                                                      |                                                      |                                                               |                                                               |                                                               |                                                  |                                                  |                                                        |                                                             |                                                             |                                                                       |                                                                       |                                                          |                                        |   |                           |                                                                    |                                                                    |                                       |                               |                         |                                          |                                          |                       |                                            |                                            |                                            |                                            |                                    |                                            |                                            |                                           |                                             |                                             |                 |                 |                                 |                                              |                                              |                                |                                                |                                                |           |
|                       |                                                                    |                                                                    |                                         |                                                      |                                                      |                                                               |                                                               |                                                               |                                                  |                                                  |                                                        |                                                             |                                                             |                                                                       |                                                                       |                                                          |                                        |   |                           |                                                                    |                                                                    |                                       |                               |                         |                                          |                                          | Giacomo fl. 1489      | Giacomo fl. 1489                           | Urbano fl. 1472                            | Urbano fl. 1472                            |                                            |                                    | Pietro Lalle ...-1586 ca. sp. Pellegrina ? | Pietro Lalle ...-1586 ca. sp. Pellegrina ? | Beatrice sp. Alfonso Alfieri              | Beatrice sp. Alfonso Alfieri                |                                             |                 |                 |                                 |                                              |                                              |                                |                                                |                                                |           |
|                       |                                                                    |                                                                    |                                         |                                                      |                                                      |                                                               |                                                               |                                                               |                                                  |                                                  |                                                        |                                                             |                                                             |                                                                       |                                                                       |                                                          |                                        |   |                           |                                                                    |                                                                    |                                       |                               |                         |                                          |                                          |                       |                                            |                                            |                                            |                                            |                                    |                                            |                                            |                                           |                                             |                                             |                 |                 |                                 |                                              |                                              |                                |                                                |                                                |           |
|                       |                                                                    |                                                                    |                                         |                                                      |                                                      |                                                               |                                                               |                                                               |                                                  |                                                  |                                                        |                                                             |                                                             |                                                                       |                                                                       |                                                          |                                        |   |                           |                                                                    |                                                                    |                                       |                               |                         |                                          |                                          |                       |                                            |                                            |                                            |                                            |                                    |                                            |                                            |                                           |                                             |                                             |                 |                 |                                 |                                              |                                              |                                |                                                |                                                |           |
|                       |                                                                    |                                                                    |                                         |                                                      |                                                      |                                                               |                                                               |                                                               |                                                  |                                                  |                                                        |                                                             |                                                             |                                                                       |                                                                       |                                                          |                                        |   |                           |                                                                    |                                                                    |                                       |                               |                         |                                          |                                          |                       |                                            | Maria ...-1591 Prospero Alfieri            | Maria ...-1591 Prospero Alfieri            | Anton Francesco                            | Anton Francesco                    | Ercole fl. 1565 sp. Beatrice Carli         | Ercole fl. 1565 sp. Beatrice Carli         | Chiara fl. 1570 sp. Leonardo Petra        | Chiara fl. 1570 sp. Leonardo Petra          | Orazio                                      | Orazio          |                 |                                 |                                              |                                              |                                |                                                |                                                |           |
|                       |                                                                    |                                                                    |                                         |                                                      |                                                      |                                                               |                                                               |                                                               |                                                  |                                                  |                                                        |                                                             |                                                             |                                                                       |                                                                       |                                                          |                                        |   |                           |                                                                    |                                                                    |                                       |                               |                         |                                          |                                          |                       |                                            |                                            |                                            |                                            |                                    |                                            |                                            |                                           |                                             |                                             |                 |                 |                                 |                                              |                                              |                                |                                                |                                                |           |
|                       |                                                                    |                                                                    |                                         |                                                      |                                                      |                                                               |                                                               |                                                               |                                                  |                                                  |                                                        |                                                             |                                                             |                                                                       |                                                                       |                                                          |                                        |   |                           |                                                                    |                                                                    |                                       |                               |                         |                                          |                                          |                       |                                            |                                            |                                            |                                            |                                    |                                            |                                            |                                           |                                             |                                             |                 |                 |                                 |                                              |                                              |                                |                                                |                                                |           |
|                       |                                                                    |                                                                    |                                         |                                                      |                                                      |                                                               |                                                               |                                                               |                                                  |                                                  |                                                        |                                                             |                                                             |                                                                       |                                                                       |                                                          |                                        |   |                           |                                                                    |                                                                    |                                       |                               |                         |                                          |                                          |                       |                                            |                                            |                                            |                                            | Lavinia fl. 1613 sp. Alfonso Pica  | Lavinia fl. 1613 sp. Alfonso Pica          | Cinzia sp. Marcantonio Pica                | Cinzia sp. Marcantonio Pica               |                                             |                                             |                 |                 |                                 |                                              |                                              |                                |                                                |                                                |           |

Risulta aver contratto matrimoni anche con le famiglie Borrello, Celano, Cicinello, Di Sangro, Orsini (ramo dei conti di Manoppello) e Petra.

## Stemma e motto

Altra versione dello stemma della famiglia Camponeschi

La blasonatura dello stemma della famiglia Camponeschi è d'argento ai cinque monti d'azzurro e costituiva l'arme di un capitano siciliano di nome Ruggero Largaspada, detto "il Superbo", e nel 1159 fu concessa dal re Guglielmo il Malo al condottiero Nardino Camponeschi dopo che questi lo aveva ucciso in battaglia. Detta blasonatura compare incisa anche nella cella, antica moneta medievale coniata dalla zecca aquilana sotto la direzione dei Camponeschi (1442-1443). Il colore argento del campo simboleggerebbe, tra i suoi attributi, la purezza, mentre i monti (o cime) farebbero riferimento a possedimenti montani, con l'azzurro atto a testimoniare i valori di giustizia e lealtà. Altre versioni dello stemma presentano sei monti anziché cinque, i quali furono ripresi dalla famiglia dei Berardi, noti come Conti dei Marsi, sua casata di derivazione, ma con le cime di verde poste in campo d'oro invece che d'argento. Ne esiste anche una rara versione con tre cime. Lo scudo dei Camponeschi, di forma francese moderna, era sorretto con le branche da un leone con la testa posta all'interno di un elmo nobiliare coronato d'oro, avente nel cimiero un'aquila coronata, emblema della città aquilana da essi governata. Giampaolo Camponeschi, a seguito delle sue seconde nozze con la sorella di Ludovico Colonna, volle far unire al proprio stemma quello della consorte, accompagnandolo dal motto latino "Vivant", dall'auspicio significato di "Vivano".

## Membri principali

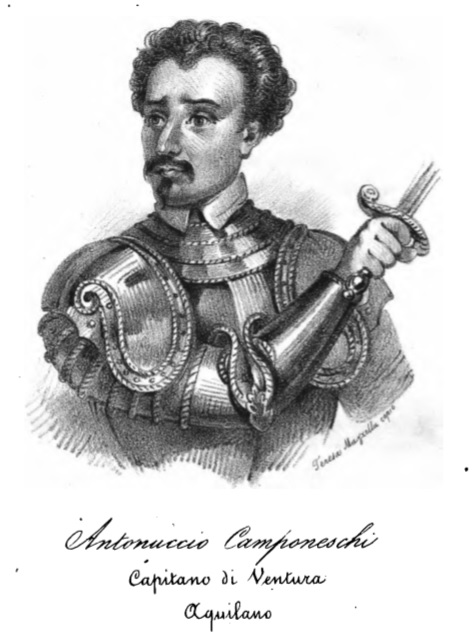
Antonuccio Camponeschi fu uno dei più celebri esponenti della famiglia Camponeschi, noto per aver difeso la città dell'Aquila dall'assedio apportato da Braccio da Montone nel 1424

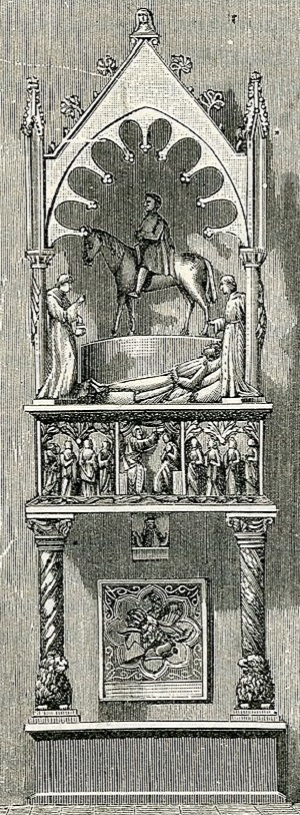
Gualtiero d'Alemagna, Monumento funebre a Pietro Lalle Camponeschi, Basilica di San Giuseppe Artigiano, L'Aquila, 1432

- Lalle di San Vittorino, primo membro del quale si ha notizia, attestato nell'anno 893[32];
- Camponesco Camponeschi, vissuto nel 1146, ritenuto il capostipite[32];
- Nardino Camponeschi, condottiero, cui nel 1159 il re Guglielmo il Malo concesse di utilizzare lo stemma d'argento ai cinque monti d'azzurro che costituiva l'arme di un capitano siciliano chiamato Ruggero Largaspada, detto "il Superbo", come ricompensa per averlo ucciso in battaglia[34];
- Brandimarte Camponeschi, capitano e consigliere di guerra dell'imperatore Federico II di Svevia, che difese da un assalto morendo sotto Vittoria[35];
- Teodino Camponeschi, cavaliere, vissuto nel 1252[36];
- Elena Camponeschi, consorte di Mario Borrello, ricco e potente feudatario ai tempi del re Carlo II d'Angiò[37];
- Matteo Camponeschi[A 2], attestato nel 1283, cui fa capo la genealogia documentata[38];
- Rinaldo Camponeschi, documentato verso la fine del XIII secolo, arciprete della chiesa di San Vittorino, dal quale derivò il patronimico Dell'Arciprete con cui sono indicati i Camponeschi vissuti in quel periodo[3];
- Matteo Camponeschi, cavaliere e capitano di San Flaviano nel 1313[39];
- Lalle Camponeschi, giudice annuale regio dell'Aquila nel 1327[40];
- Lalle I Camponeschi, condottiero, conte di Evoli, Monteodorisio, Montorio e Sant'Agata, signore di Atessa, Città Sant'Angelo, Forcella, Molise, Preturo, Spoltore e Vasto, podestà di Foligno e Perugia, governatore dell'Aquila e gran connestabile del Regno di Napoli, il quale diede splendore alla casata nell'epoca della regina Giovanna I d'Angiò[41];
- Giovanni Camponeschi, detto Giannotto, conte di Monteodorisio, signore di Forcella e Preturo, ciambellano e podestà di Firenze[42];
- Mattia Camponeschi, cavaliere e capitano di Accumoli, Amatrice, Amelia, Montagna e Montereale[43];
- Battista, cavaliere e paggio del re Roberto d'Angiò[44];
- Enrico Camponeschi, detto Arrigo, conte di Monteodorisio e ciambellano[45];
- Lalle II Camponeschi, conte di Montorio, governatore dell'Aquila e gran connestabile del Regno di Napoli[46];
- Corrado Camponeschi, monaco cistercense ed amministratore apostolico dell'arcidiocesi dell'Aquila negli anni 1399-1400, vissuto al tempo dell'antipapa Clemente VII e di papa Bonifacio IX[44];
- Battista Camponeschi, cavaliere e capitano, noto per aver inflitto una pesante sconfitta ai Durazzo nel 1382[47];
- Giampaolo Camponeschi, conte di Montorio, ciambellano e maresciallo[48];
- Luigi I Camponeschi, anche denominato Ludovico I e soprannominato il Conte grasso per la sua corporatura, conte di Montorio e signore di Baiano, Dragoni, Marzanello e Roseto[15];
- Pirro Camponeschi, cavaliere e consigliere della regina Giovanna II d'Angiò-Durazzo[40];
- Marino Camponeschi, capitano, vittima nel 1391 di una sommossa popolare nell'Aquila[49];
- Antonuccio Camponeschi, condottiero e capitano di ventura, signore di Cittareale, Civitaquana e Tocco, governatore dell'Aquila, viceré e giustiziere degli Abruzzi, e senatore di Roma, noto per aver difeso la città aquilana dall'assedio apportato da Braccio da Montone nel 1424[50];
- Melchiorre Camponeschi, cavaliere, capitano, conte di Monteodorisio e consigliere del re Alfonso V d'Aragona[51];
- Giacomo, condottiero sotto il re Ladislao I di Napoli[52];
- Bartolomeo, cavaliere, capitano e familiare della regina Giovanna II d'Angiò-Durazzo[44];
- Giorgio Camponeschi, cavaliere e consigliere della regina Giovanna II d'Angiò-Durazzo[52];
- Antonuccio Camponeschi, condottiero al servizio della Repubblica di Venezia verso la metà del XV secolo[53];
- Luigi II Camponeschi, anche denominato Ludovico II, conte di Montorio e castellano di Isernia[54];
- Ercole Camponeschi, cavaliere, capitano e commensale di Giovanni d'Angiò-Valois[44];
- Pietro Lalle Camponeschi, condottiero, conte di Montorio, signore di Alanno, Catignano, Civitaquana, Civitella Casanova, Nocciano e Pietranico, governatore dell'Aquila e viceré degli Abruzzi[55];
- Vittoria Camponeschi, coniuge di primo matrimonio di Ludovico Franchi e in seconde nozze di Giovanni Antonio Carafa, dal quale ebbe Gian Pietro Carafa, futuro papa Paolo IV, cui trasmise per discendenza la contea di Montorio e i territori annessi; con lei ebbe termine nel XVI secolo il ramo principale della casata[18];
- Diana Camponeschi, anche denominata Giovannella, consorte di Restaino Cantelmo, conte di Popoli[56];
- Chiara Camponeschi, consorte del condottiero Restaino Caldora[57];
- Ginevra Camponeschi, consorte di Luigi di Capua, 8º conte d'Altavilla, ai quali, in occasione delle nozze, lo scrittore aquilano Angelo Pico Fonticulano dedicò un'orazione manoscritta[58];
- Beatrice Camponeschi, morta in fasce, alla quale è dedicato il mausoleo presente nella basilica di San Bernardino, realizzato dallo scultore Silvestro dell'Aquila[59];
- Giovan Carlo Camponeschi, giurista e cameriere pontificio di papa Paolo IV[60];
- Giovan Francesco Camponeschi, cameriere pontificio di papa Paolo IV[61];
- Lucrezia Camponeschi, consorte di Camillo Alfieri, ultima discendente della famiglia Camponeschi[62].

## Feudi

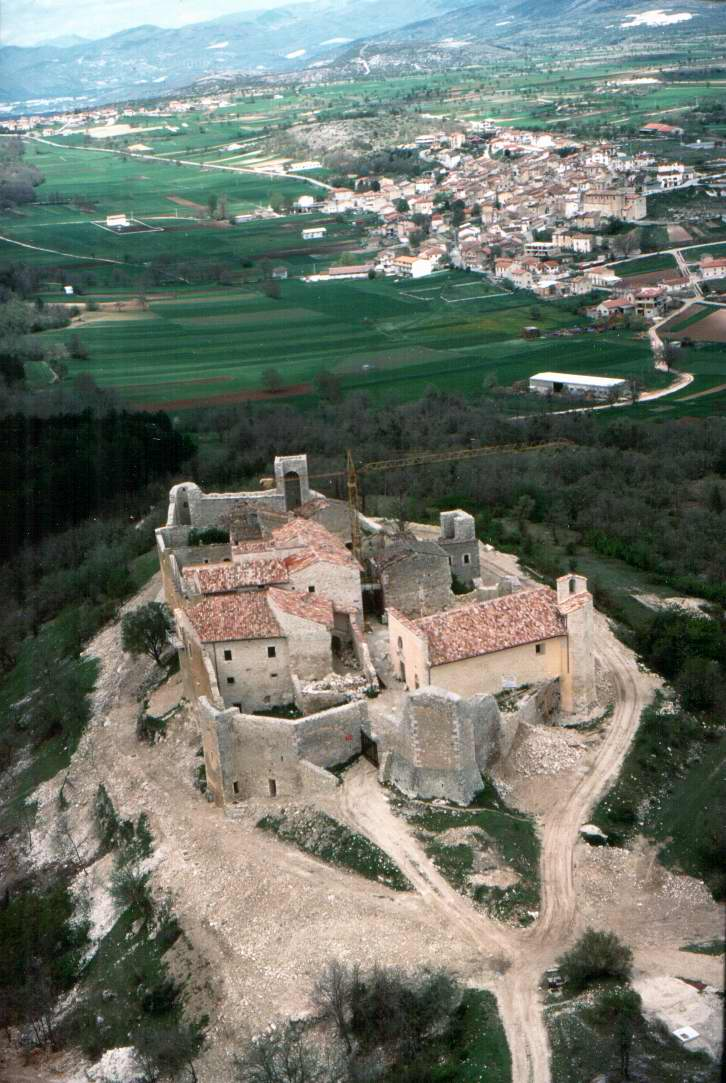
Castel Camponeschi di Prata d'Ansidonia

Nel corso della sua storia, la famiglia Camponeschi arrivò a possedere un totale di 74 feudi, distribuiti per la maggior parte in Abruzzo (principalmente nei territori dell'Alto Aterno, dei monti della Laga e dell'area Vestina) e Lazio (valle del Velino), e in misura minore in Basilicata, Calabria, Campania e Molise, così suddivisi:
- Contee: Evoli, Loreto, Monteodorisio, Montorio e Sant'Agata[63];
- Signorie: Antrodoco, Atessa, Baiano, Barano, Bereto, Brittoli, Busci, Camponesco, Cantalupo, Carpineto Abbadia, Casale Iannuccio, Casale Salventi, Casalforzato, Castel Girsio, Castel Roberto, Castelgrande, Castiglione, Castiglione dell'Abate, Castiglione di Vittorato, Catignano, Ceridilla, Cese, Cilera, Città Sant'Angelo, Cittareale, Civitaquana, Civitella Abbadia, Colle di Torre, Colle Rotondo, Collemaggio, Collespada, Dragoni, Forcella, Frunti, Giulino, Grepaldo, Guardia, Macchia, Manoppello, Marzanello, Molise, Montefalcone, Nocciano, Nocera, Pastale, Patrignone, Pianizza, Pistoli, Poggio d'Api, Poggio di Lachilleo, Rina, Rocca Giliberti, Rocca Niceforo, Roccacasale, Rocchetta, Roseto, San Gregorio, San Marco, San Vito, Sanmarzano, Sant'Ilario, Santo Anzovino, Spartucio, Spoltore, Terra Morricana, Tocco, Valle, Vasto e Vena di Macchia[63].

I feudi situati nel territorio compreso tra Accumoli, Amatrice e Cittareale costituivano le cosiddette terre camponesche, e nel 1187 erano amministrate da un console subvassallo dei Camponeschi, Berardo Sinibaldi, e menzionate nel Catalogus baronum già nel XII secolo.

## Dimore

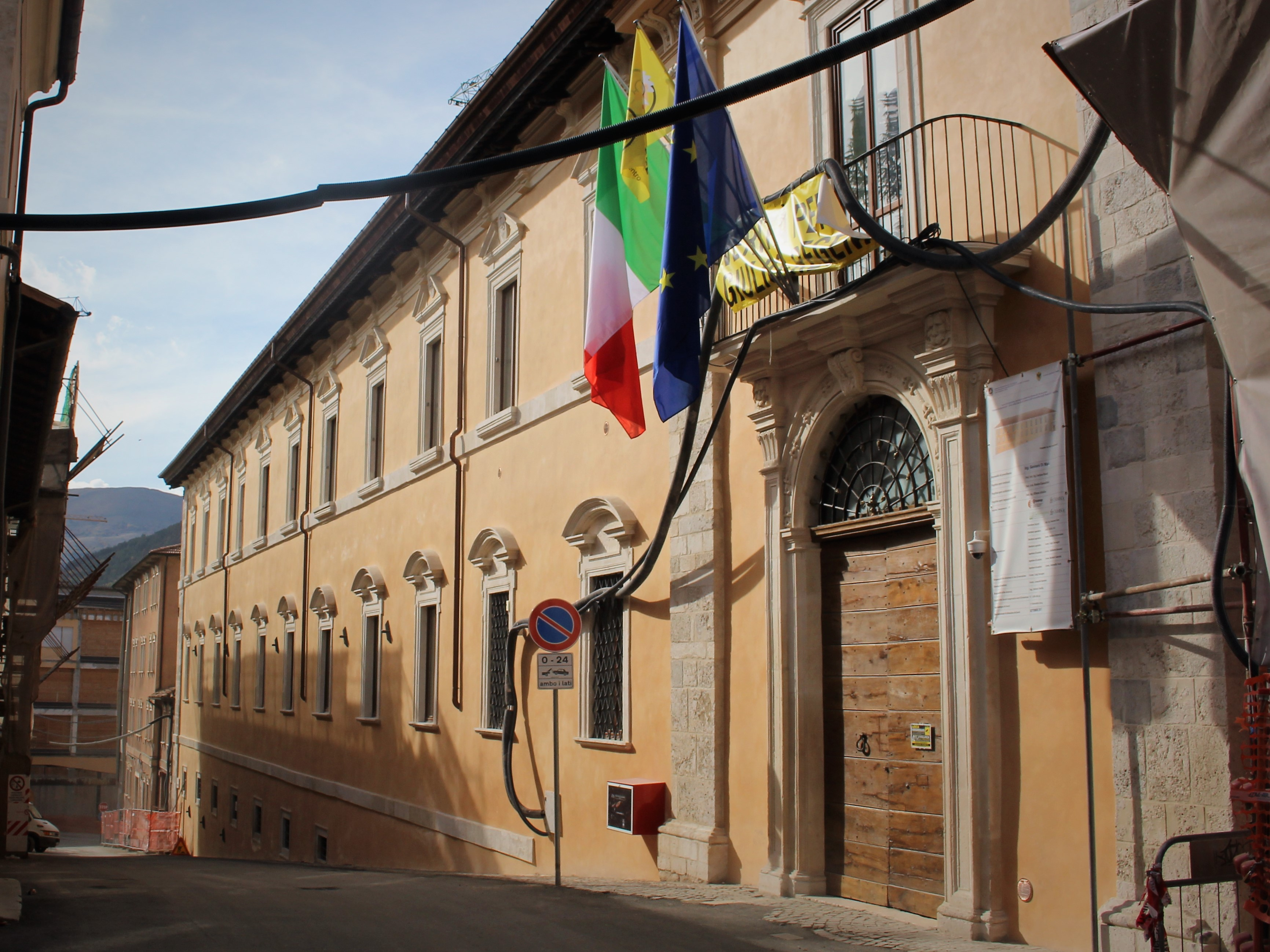
Palazzo Camponeschi dell'Aquila

Di seguito è riportato un elenco non completo delle dimore da essa abitate:
- Casa Camponeschi di Paganica, frazione dell'Aquila[66];
- Casa Camponeschi di San Vittorino, frazione dell'Aquila[67];
- Castel Camponeschi di Prata d'Ansidonia[68];
- Palazzo Camponeschi dell'Aquila[69];
- Palazzo Cappa-Camponeschi dell'Aquila[70];
- Palazzo Pica-Camponeschi dell'Aquila[71].